# Mario Schönwälder
Mario Schönwälder est un musicien allemand, né en 1960 à Berlin. Il est également producteur et fondateur du label berlinois Manikin Records. Depuis 1981 il est administrateur à l'Université libre de Berlin.

## Œuvres
Les compositions de Mario Schönwälder font partie de l'école de Berlin. Après avoir fait ses débuts avec Bernd Kistenmacher, Mario  entame de nombreux projets en solo ainsi qu'avec d'autres musiciens comme Detlef Keller, Thomas Fanger, Bas Broekhuis, Frank Rothe.

## Producteur
En 1992, il crée le label Manikin Records, spécialisé dans la musique électronique avec dans son catalogue des compositions de Klaus Schulze et Manuel Göttsching.

## Discographie
1. En solo
- The Eye of the Chameleon (1989)
- Hypnotic Beats (1991)
- Close by my Distance (1992)
- Solotrip (1996)
- Traum & Trauma (2015)
- Solotrip 2  (2016)

2. Avec Detlef Keller („Keller & Schönwälder“)
- Loops & Beats (2CD) (1996)
- Sakrale Töne (1997)
- More Loops (1998)
- Concerts (2CD) (1998)
- The two piece Box (1999)
- The reason why ... Live At Jodrell Bank (2000)
- The reason why ... Part Two (2001)
- Noir (2003)
- Jodrell Bank 2001 (2CD) (2005)
- Long Distances (2012)
- Collectors Items (2016)

3. Avec Thomas Fanger („Fanger & Schönwälder“)
- Analog Overdose 0.9 (2006)
- Analog Overdose (2002)
- Analog Overdose 2 (2CD) (2003)
- Analog Overdose 3 – Live at Satzvey Castle (2003)
- Analog Overdose – The Ricochet Dream Edition (2CD) (2005)
- Analog Overdose 4 (CD/DVD) (2007)
- Analog Overdose 4+ (2007)
- Stromschlag (2008)
- Analog Overdose in the Applebaum Nebula (2008)
- Elektrik Cowboys (with Rainbow Serpent) (2009)
- Stromschlag (2008)
- Analog Overdose – The Road Movie (DVD) (2012)
- Earshot (EP-CD) (2013)
- Mopho Me Babe Remixes (Limited Edition) (EP-CD) (2013)
- Analog Overdose 5 (2014)
- Analog Overdose 5.1 (DVD) (2014)
- Analog Overdose – The Pool Concert (EP-CD) (2016)

4. Avec Frank Rothe („Filter-Kaffee“)
- 100 (2016)
- 101 (2011)
- 102 (2015)
- 103 (2017)

5. Avec Bas Broekhuis et Detlef Keller („Broekhuis, Keller & Schönwälder“)
- Drei (2000)
- Wolfsburg (2002)
- Musique des machines (Limited Edition) (2005)
- The Hampshire Jam 2004 (Limited Edition) (2005)
- Orange (2007)
- Blue (2009)
- Meditationen zum Gottesdienst (Limited Edition) (2010)
- Red (2012)
- Level Four (Private Edition) (2012)
- Église de Betzdorf (EP-CD) (2013)
- Berlin - Culemborg (DVD) (2013)
- Direction Green (EP-CD) (2014)
- Green (2015)
- Lost Tapes & Forgotten Recordings (2016)
- Red Live @ USA (EP-2CD) (2017)
- Yellow (2017)
- Live @ B-Wave (EP-CD) (2018)

6. Avec des musiciens divers („Broekhuis, Keller & Schönwälder with friends“)
- Memories in Space (1993)
- Spherical Bodies (1993)
- The Annazaal Tapes (1999)
- Project Inter.com (2000)
- The Liquid Session (2005)
- Live @ Dorfkirche Repelen (2006)
- Space Cowboys @ Jelenia Gora (2007)
- Live @ Dorfkirche Repelen 2 (2CD) (2008)
- Repelen 3 (2010)
- In Repelen (DVD/CD) (2011)
- Entspannung Pur - Pure Relaxation (CD + DVD) (2013)
- Repelen - The last Tango (2014)
- The Repelen EP (EP-CD) (2016)
- Repelen Revisited (2018)